# Karl Culmann

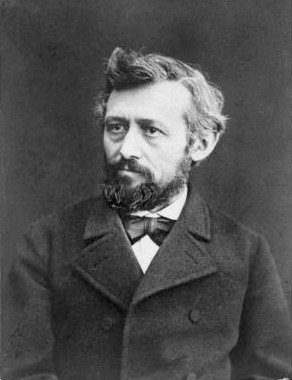
Karl Culmann

Karl Culmann, född 10 juli 1821 i Bergzabern, död 9 december 1881 i Zürich, var en tysk ingenjör, professor, främst känd som grafostatikens grundläggare.
Efter grundläggande tekniska studier i Kaiserslautern studerade han 1838–1841 vid Polytechnikum i Karlsruhe och tillträdde därefter en tjänst vid de bayerska statsbanorna (anläggandet av banan genom Fichtelgebirge), men fortsatte även att studera matematik och särskilt brobyggnadsteori. År 1849 inledde han en två års studieresa till Storbritannien och USA, och 1855 kallades han till professor i ingenjörsvetenskap vid det då nyinrättade Polytechnikum i Zürich, där han verkade till sin död.
Culmann grundlade grafostatiken genom sitt arbete Die graphische Statik (1866). Efter honom uppkallades Culmanns snitt, en inom den grafostatiken mycket använd, av honom uppfunnen metod att bestämma spänningarna i ett plant fackverk, särskilt vid växlande belastning. Metoden går ut på att man genom fackverket tänker sig olika snitt lagda, så att de avskär tre stänger, varefter spänningen grafiskt bestäms genom att resultanten av samtliga utanför snittet verkande yttre krafter upplöses i tre komposanter, parallella med de tre stängerna.